# Safi Airways
Safi Airways var ett flygbolag baserat i Kabul i Afghanistan. Bolaget grundades 2006 av Abdul Rahim Safi och Hamid Safi och lade ner verksamheten år 2016.
Det var Afghanistans näst största flygbolag efter Ariana Afghan Airlines och trafikerade tre inrikeslinjer och fyra utländska destinationer.

## Destinationer

### Afghanistan
- Herat – Herat internationella flygplats
- Kabul – Kabuls internationella flygplats

### Indien
- Delhi – Indira Gandhis internationella flygplats

### Förenade Arabemiraten
- Abu Dhabi – Abu Dhabi International Airport
- Dubai – Dubai International Airport